# لوري سيجال
لوري سيجال (بالإنجليزية: Laurie Segall)‏ هي صحفية أمريكية، ولدت في 18 أغسطس 1985.

## روابط خارجية
- لوري سيجال على موقع IMDb (الإنجليزية)
- لوري سيجال على موقع قاعدة بيانات الفيلم (الإنجليزية)